# Snowdrop (silnik gry)
Snowdrop – silnik gry wyprodukowany przez studio Massive Entertainment, który służy do tworzenia gier na komputery osobiste z systemem Microsoft Windows i konsole Nintendo Switch, PlayStation 4 oraz Xbox One. Po raz pierwszy informacje o nim zostały ujawnione na Electronic Entertainment Expo (2013) podczas zapowiedzi gry Tom Clancy’s The Division, czyli pierwszej gry używającej tego silnika.
Silnik pozwala na tworzenie skryptów wizualnych. W ten sposób mogą być tworzone między innymi: shadery, systemy animacji, systemy cząsteczek, logika gry (na przykład misje dla postaci oraz zachowania dla botów), czy interfejs użytkownika. Silnik używa Visual Studio 2015 jako zintegrowane środowisko programistyczne i zawiera zintegrowane profilery.
Snowdrop ma wbudowaną architekturę drzew zachowań. Jednakże te różnią się od typowej implementacji, gdyż ewaluacja kolejnych węzłów drzewa następuje od prawego węzła do lewego. Ponadto dziecko może mieć wielu rodziców przez co struktura powstała po implementacji sztucznej inteligencji dla bota może być grafem cyklicznym, a nie drzewem bądź lasem. Dla drzew zachowań twórcy silnika zaimplementowali graficzny debugger.
UI nie zawiera płótna (ang. canvas) do umieszczania na nim elementów UI. Jest ono rysowane w każdej klatce gry i używa grafiki wektorowej dzięki czemu zredukowane zostaje obciążenie karty graficznej. Wszystkie elementy interfejsu użytkownika mogą być renderowane w 4K na PlayStation 4 Pro. UI jest zintegrowane z potokiem renderingu i jest renderowane ponad wszystkimi obiektami gry. Na UI składają się: 5 widgetów (window, text, image, stack, scroll box) i 7 grafik (text, image, line, point, shape, sector, custom). Silnik pozwala na łatwą lokalizację wszelkich elementów interfejsu użytkownika (między innymi zawiera wsparcie dla języków zapisywanych od prawej do lewej na przykład języka arabskiego) oraz ma wsparcie dla zmiany tekstu w zależności od tego, czy wyraz powinien być użyty w liczbie pojedynczej, czy mnogiej.
Do gier używających tego silnika należą: Tom Clancy’s The Division (2016), Mario + Rabbids Kingdom Battle (2017) oraz South Park: The Fractured but Whole (2017). W produkcji znajdują się także: gra w uniwersum Avatara, Starlink: Battle for Atlas oraz Tom Clancy’s The Division 2.